# Экспедиция Рондона и Рузвельта

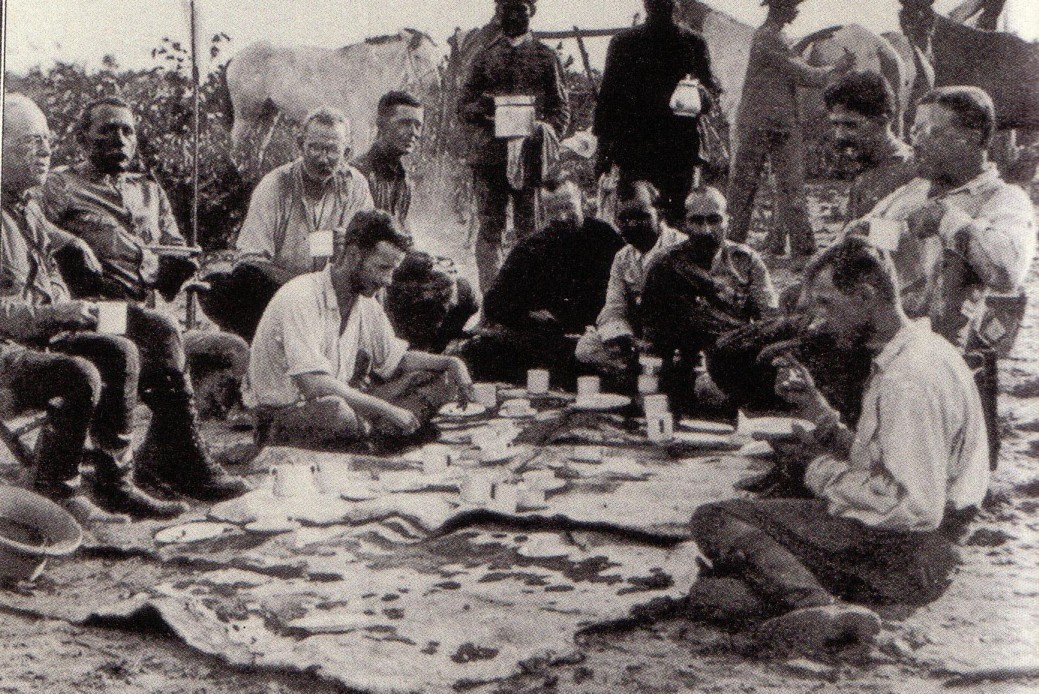
Экспедиция Рондона и Рузвельта, в 1914 году (2-й слева — К. Рондон, крайний справа — Т. Рузвельт)

Экспедиция Рондона и Рузвельта — научно-исследовательская экспедиция в Бразилии в 1913—1914 годах. Тогда была впервые обстоятельно изучена долина реки, впоследствии названной в честь американского политика Теодора Рузвельта, участвовавшего в том объединении исследователей. Возглавлял экспедицию выдающийся бразильский военный Кандиду Рондон.

## Предыстория и начало путешествия

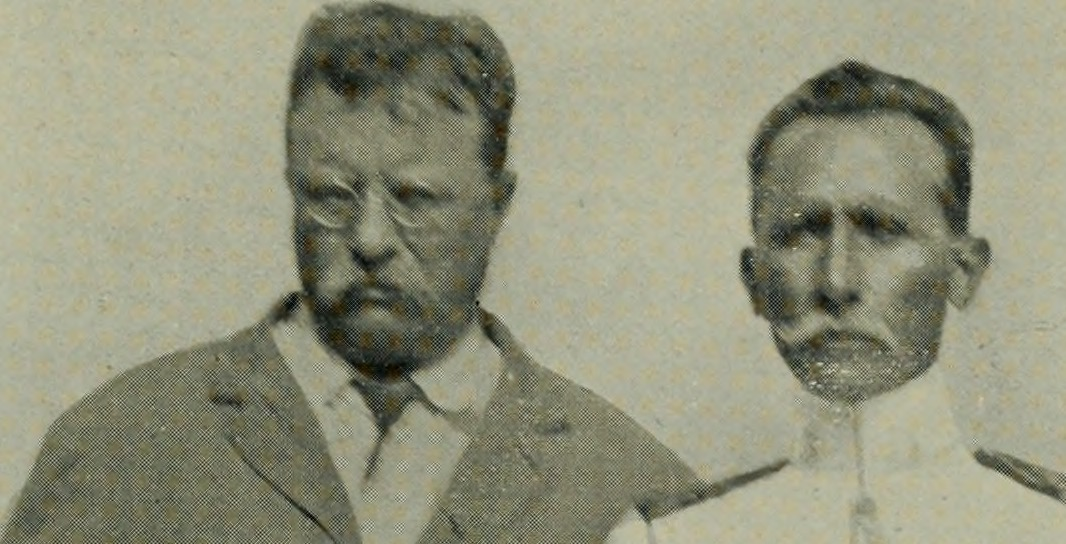
Т. Рузвельт и К. Рондон

После проигрыша президентских выборов 1912 года экс-президент США Теодор Рузвельт изначально планировал отправиться в лекционный тур по Аргентине и Бразилии, совместив его с круизом по Амазонке. Однако бразильское правительство предложило ему сопровождать Кандиду Рондона в экспедиции по изучению «Реки сомнения», исток которой был им недавно открыт. Рузвельт, желавший встряхнуться после поражения на выборах, согласился.
Экспедиция стартовала в декабре 1913 года из небольшого городка Касерис на реке Парагвай. Возглавляли экспедицию Кандиду Рондон и Теодор Рузвельт, их сопровождали сын Рузвельта Кермит (изначально не планировал участвовать, но присоединился по настоянию матери, чтобы защищать отца), американский натуралист Джордж Черри и 15 бразильцев-носильщиков. Они отправились в Тапирапуа, где Рондон ранее обнаружил исток реки, а оттуда на северо-запад, сквозь густые тропические леса, на плато Серра-дус-Паресис. 27 февраля 1914 года они достигли «Реки сомнения», и из-за нехватки припасов экспедиции пришлось разделиться: часть людей отправилась по реке Жипарана до реки Мадейра, а остальные двинулись вниз по «Реке сомнения».

## Ход экспедиции

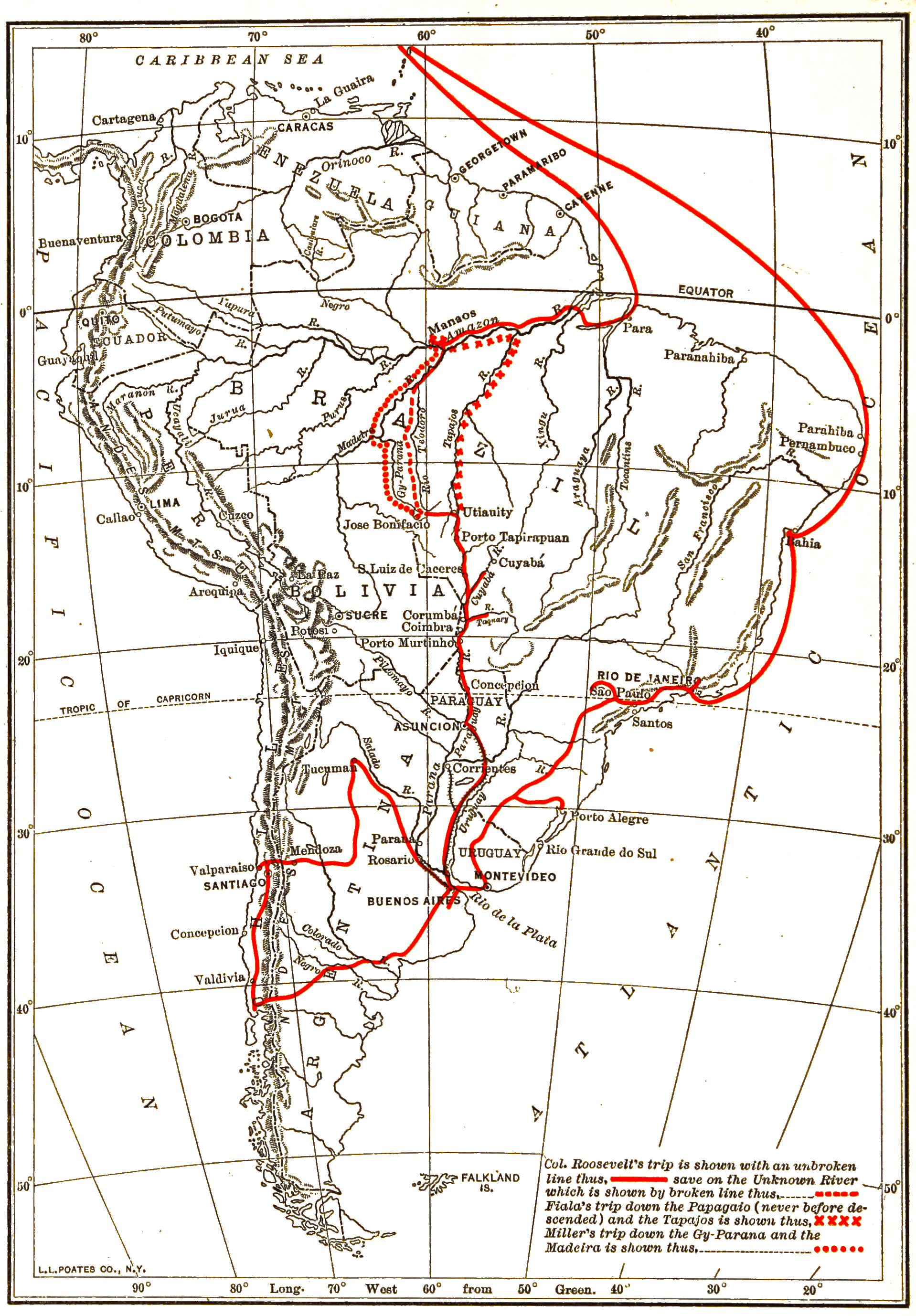
Маршрут путешествия Т. Рузвельта по Южной Америке

С самого начала экспедиция столкнулась с проблемами. Практически все участники тяжело страдали от различных болезней (малярия и др.) и укусов насекомых, в результате чего они почти постоянно находились в болезненном состоянии с высокой температурой. Крупные каноэ с большой осадкой были бесполезны на постоянно встречающихся порогах и часто тонули, после чего целые дни уходили на изготовление новых. Продовольственные рационы оказались рассчитаны неправильно, в результате чего пришлось перейти на голодный паёк. За экспедицией постоянно следили индейцы синта-ларга, которые в любой момент могли всех убить ради имевшихся у них металлических вещей, но не стали этого делать, предпочтя просто сопровождать (последующие экспедиции 1920-х годов были не столь удачливы).
Из 19 человек, отправившихся в поход, вернулось только 16. Один человек утонул во время преодоления порога, и его тело так и не было найдено; один был убит и похоронен, а его убийца скрылся в джунглях и, предположительно, там погиб.
К тому времени, когда экспедиция проделала четверть пути вниз по реке, её члены были уже физически истощены и страдали от голода, болезней и постоянных трудов по перетаскиванию каноэ через пороги. Сам Теодор Рузвельт чуть не умер, так как в раненую ногу попала инфекция, и вся экспедиция каждый день опасалась за его жизнь. К счастью, встретившиеся им искатели каучука помогли преодолеть оставшуюся часть реки, и 26 апреля 1914 года экспедиция встретилась с бразильско-американской спасательной группой, возглавляемой лейтенантом Пиринеусом, которой Рондон поручил ожидать их у слияния с рекой Арипуанан. Когда экспедиция прибыла в Манаус, Теодор Рузвельт получил необходимую медицинскую помощь. Три недели спустя сильно ослабевший Рузвельт был встречен как герой в гавани Нью-Йорка. Его здоровье так и не восстановилось окончательно после этой экспедиции, и через пять лет он скончался.

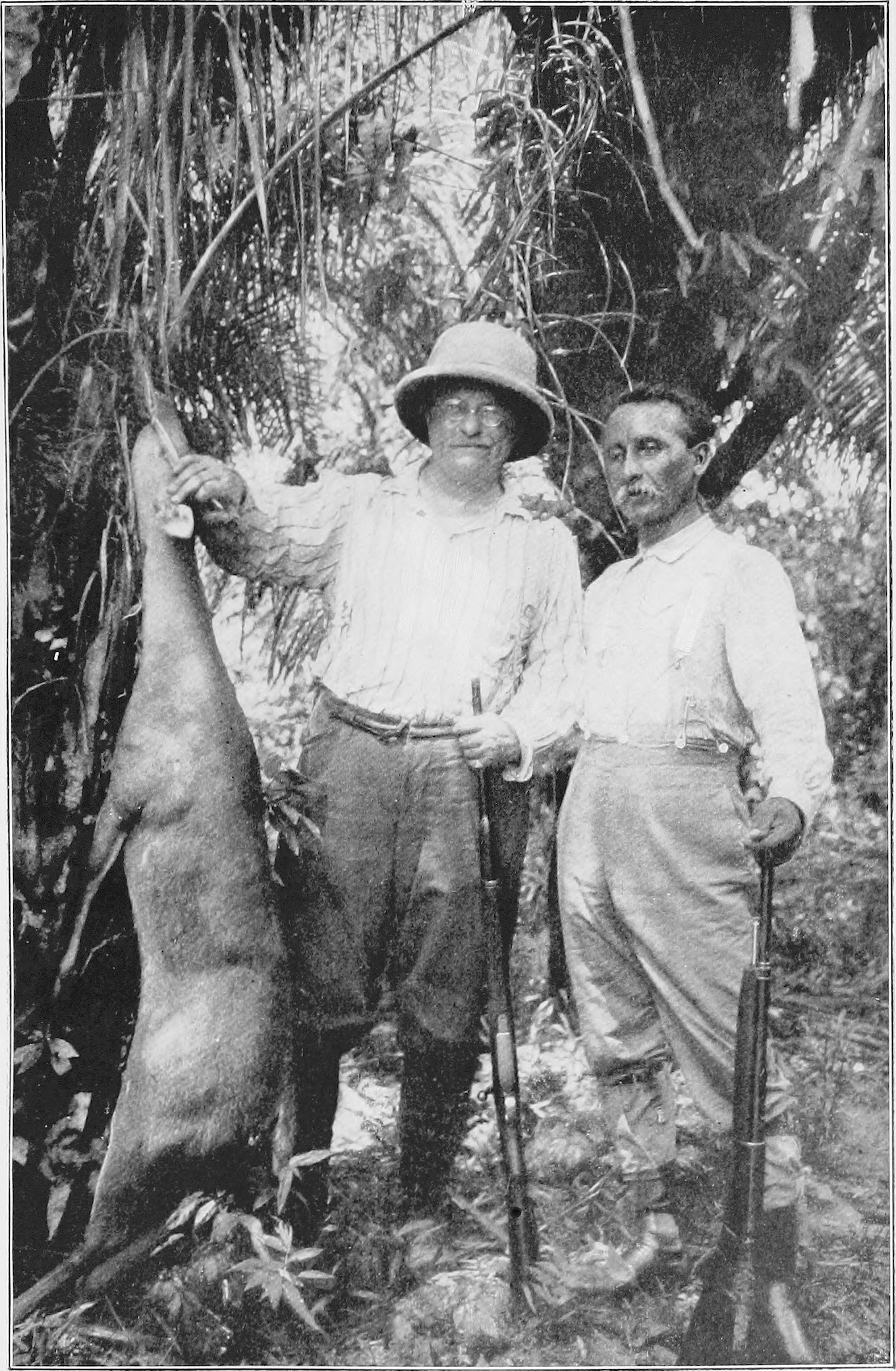
Т. Рузвельт и К. Рондон позируют с тушей оленя

## Итоги и последствия
После возвращения Рузвельта прозвучали сомнения в том, что он действительно открыл реку и участвовал в экспедиции. Несмотря на то, что он был очень слаб и почти не мог говорить, возмущённый Рузвельт в ответ на эти обвинения выступил 26 мая с лекцией в Национальном географическом обществе в Вашингтоне, а в середине июня — в Королевском географическом обществе в Лондоне. Чтобы окончательно поставить точку в этом вопросе, американский путешественник Джордж Дайотт в 1927 году проделал второе путешествие по этой реке, подтвердив открытия Рузвельта.
В 1992 году Чарлз Хаскелл и Элизабет Макнайт при поддержке Ассоциации Теодора Рузвельта, Американского музея естественной истории и Национальной федерации дикой природы организовали третью экспедицию по реке, в которой принял участие Твид Рузвельт — правнук Теодора Рузвельта. Экспедиция прошла тот же путь за 33 дня, обнаружив те места, что были описаны первой экспедицией.